# Philautus tectus
Espèce
Statut de conservation UICN

 LC  : Préoccupation mineure
Philautus tectus est une espèce d'amphibiens de la famille des Rhacophoridae.

## Répartition
Cette espèce est endémique du Nord de Bornéo. Elle se rencontre en dessous de 500 m altitude :
- en Malaisie orientale au Sabah et au Sarawak ;
- au Brunei.

## Publication originale
- Dring, 1987 : Bornean treefrogs of the genus Philautus (Rhacophoridae). Amphibia-Reptilia, vol. 8, no 1, p. 19-47.